# 궁수자리 뉴2
궁수자리 뉴2(ν2 Sgr)는 궁수자리 방향에 있는 쌍성계이다. 겉보기등급은 +4.98로 맨눈에 희미하게 보이는 수준이다. 지구에서 봤을 때의 연주시차 11.91 mas로부터 이 계는 지구로부터 약 270 광년 떨어져 있음을 알 수 있다. 궁수자리 뉴2가 지구에 접근하는 속도는 특이하게 빨라 86.0+11.6
−14.4 km/s에 이르며 폭주성계일 가능성이 유력해 보인다.
스펙트럼으로 구한 주성의 분광형은 K1 Ib–II로 광도분류상 밝은 거성과 초거성의 특징이 섞여 나타나는 K형 항성임을 알 수 있다. 주성은 바깥쪽 대기에 S과정 원소들이 풍부하게 존재하여 바륨별의 성격을 약하게 띠고 있다. 이 물질들은 지금은 백색왜성이 된 동반성으로부터 질량이 이동해 오는 중 따라온 것일 가능성이 크다. 주성의 질량은 태양의 1.4 배이며 태양 반지름의 85 배 크기로 부풀어올라 있다.